# Nord-Isère
Ne doit pas être confondu avec Bas-Dauphiné.
Pour les articles homonymes, voir Isère.

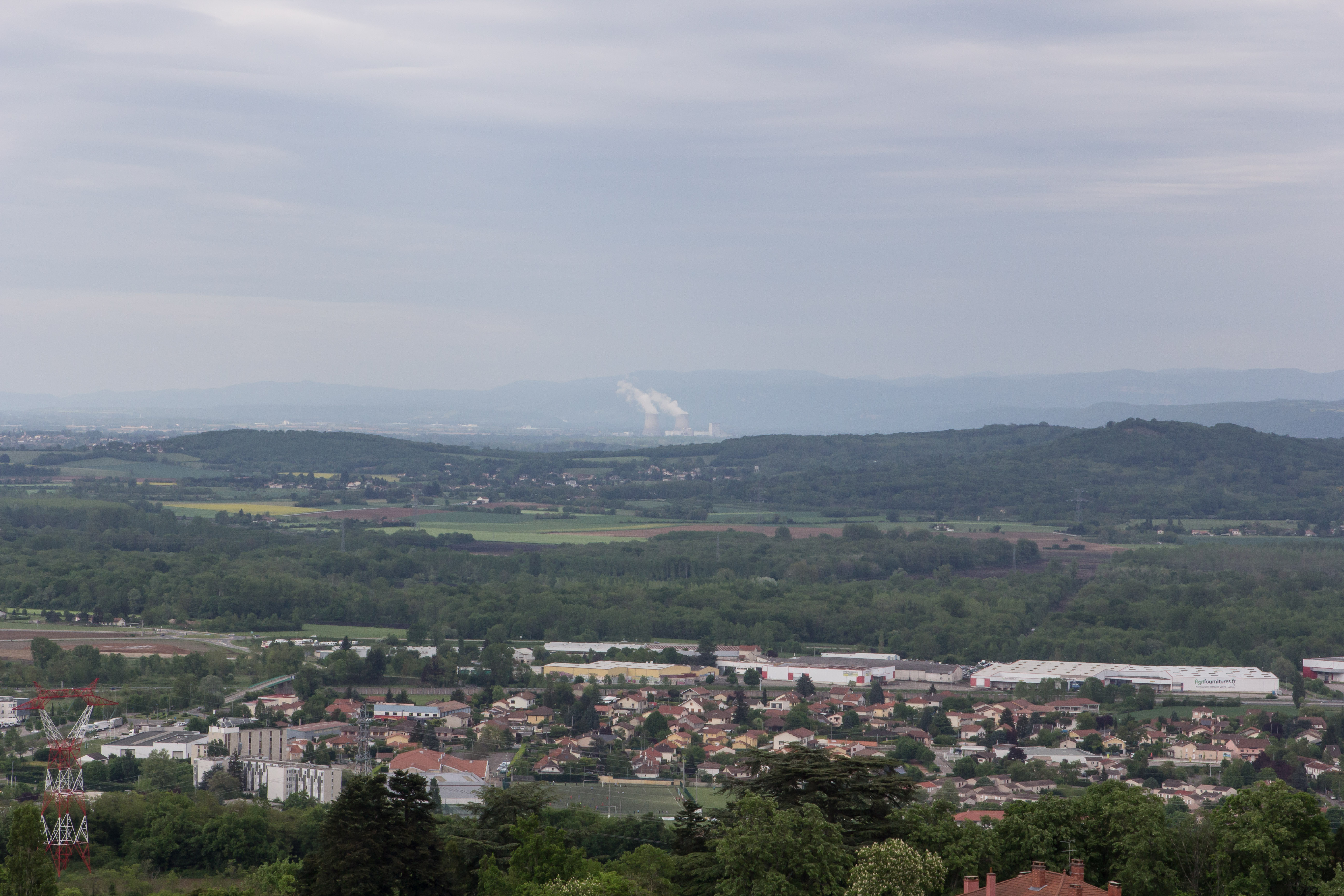
L'agglomération de La Verpillière, la vallée de la Bourbre et le plateau de L'Isle Crémieu depuis le château de Saint-Quentin-Fallavier.

Le Nord-Isère ou Nord Isère, parfois Isère-Nord, est un nom utilisé pour désigner la partie septentrionale du département de l’Isère. 
Les limites au sein du département de l'Isère sont variables et ne sont pas officiellement définies mais correspondent généralement aux arrondissements de Vienne et de La Tour-du-Pin. Cela comprend donc toutes les Terres basses de la partie septentrionale de l'ancienne province du Dauphiné, comprenant notamment l'Isle Crémieu et la portion iséroise de la vallée du Rhône, ainsi que la majeure partie des Terres froides. Les agglomérations de Bourgoin-Jallieu, regroupant cette ville et les communes de l'ancienne ville nouvelle de l'Isle-d'Abeau, et l'agglomération de Vienne-Condrieu sont les principaux centres urbains de cette partie du département.
Les territoires du Nord-Isère partagent la particularité d'être éloignées de Grenoble, préfecture du département, et d'être soumises à l'influence d'autres villes importantes, notamment Lyon et Chambéry.

## Géographie

### Localisation

Le Nord-Isère et ses régions naturelles.

Schématiquement, au sein du département de l'Isère, le territoire nord-isérois correspond à toute la partie située à l’ouest du massif de la Chartreuse et au nord-ouest du massif du Vercors.

### Limites

#### Limites au sein du département de l'Isère
Selon l'ouvrage Gouverner les villes nouvelles (2005), dirigé par Loïc Vadelorge, le Nord-Isère est « davantage une représentation territoriale et politique qu'un véritable territoire institutionnel ». Ce nom correspond à une « entité territoriale récente [qui] sert en réalité différentes visions et stratégies en Isère ». Ainsi, les limites du Nord-Isère peuvent varier selon le point de vue adopté. On trouve la mention de cette appellation dès 1983 dans une publication de l'EPIDA : Nord-Isère : éléments pour une stratégie.
Sans la valider comme nom officiel, le conseil général de l'Isère (devenu conseil départemental en 2015) a commencé à utiliser cette appellation en considérant un territoire assez restreint recouvrant les cantons isérois qui s'articulent autour de l'autoroute A43 entre Lyon et l'Avant-Pays savoyard, mais aussi à un espace situé autour des villes de Pont-de-Chéruy, Charvieu-Chavagneux, Villette-d'Anthon et Crémieu, soit à peu près l'actuel canton de Charvieu-Chavagneux.
Ainsi, c'est dans cette délimitation restreinte qu'a été créé en octobre 1999 un Syndicat d'études pour l'aménagement du territoire de l'Isère Nord (SATIN) avec une trentaine de communes du SDAU de la ville nouvelle de L'Isle-d'Abeau, puis qu'a été signé le contrat de ville de l'agglomération nord iséroise, entre 2000 et 2006, initialement composé de cinq communes autour de Bourgoin-Jallieu. La Communauté d'agglomération Porte de l'Isère a ensuite été créée en 2007 avec un territoire couvrant 23 communes. De même, Il existe aussi un schéma de cohérence territoriale Nord-Isère qui s'inscrit également dans ce cadre plus local.
Néanmoins, ce territoire peut aussi correspondre à un territoire plus vaste, constitué des deux arrondissements septentrionaux de l'Isère, c'est-à-dire celui de Vienne et celui de La Tour-du-Pin, soit la moitié du département, par opposition à l'arrondissement de Grenoble. Cette délimitation est notamment retenue par la Chambre de commerce et d'industrie Nord-Isère et par le journal régional Le Dauphiné libéré. D'autres organismes partagent le département de cette façon et utilisent le terme Nord-Isère, comme l'Académie de Grenoble pour délimiter les territoires de compétence de ses services d'inspection.

#### Limites avec les départements voisins
Ses limites avec le département de la Savoie sont celles de l'Avant-Pays savoyard et de la combe de Chambéry mitoyens par les sommets les plus méridionaux du massif du Jura : la chaîne de l'Épine et la Dent du Chat. Au nord, c’est le Rhône qui marque la limite avec le département de l'Ain. De même, à l’ouest, ce fleuve marque la limite avec le sud du département du Rhône et, pour une petite partie avec les départements de la Loire et de l’Ardèche. Les limites avec le reste du département du Rhône , au nord-ouest, et avec celui de la Drôme, au sud-ouest, sont des limites purement administratives issues de la création des départements français.

### Relief et environnement
Dans sa définition la plus large, le Nord-Isère est un espace constitué de larges plaines telles que la plaine de Bièvre-Valloire ou celle du Guiers, de collines de basses et moyennes altitudes telles que les collines du Voironnais ou les collines des Terres froides, ou de plateaux tel que le plateau de Chambaran qui culmine à 787 m.
Toujours dans sa définition la plus large, le Nord-Isère englobe les pays ou régions naturelles suivantes : les Balmes viennoises, les Chambarans, l’Isle-Crémieu, la plaine de Bièvre-Valoire, les Terres froides, le Viennois et le Voironnais,.

Quelques photos de sites du Nord-Isère
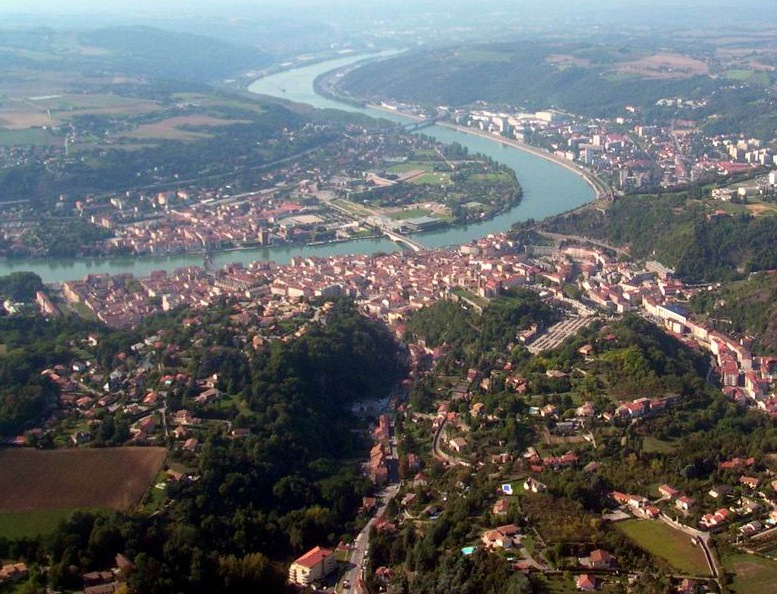
Vue aérienne de Vienne
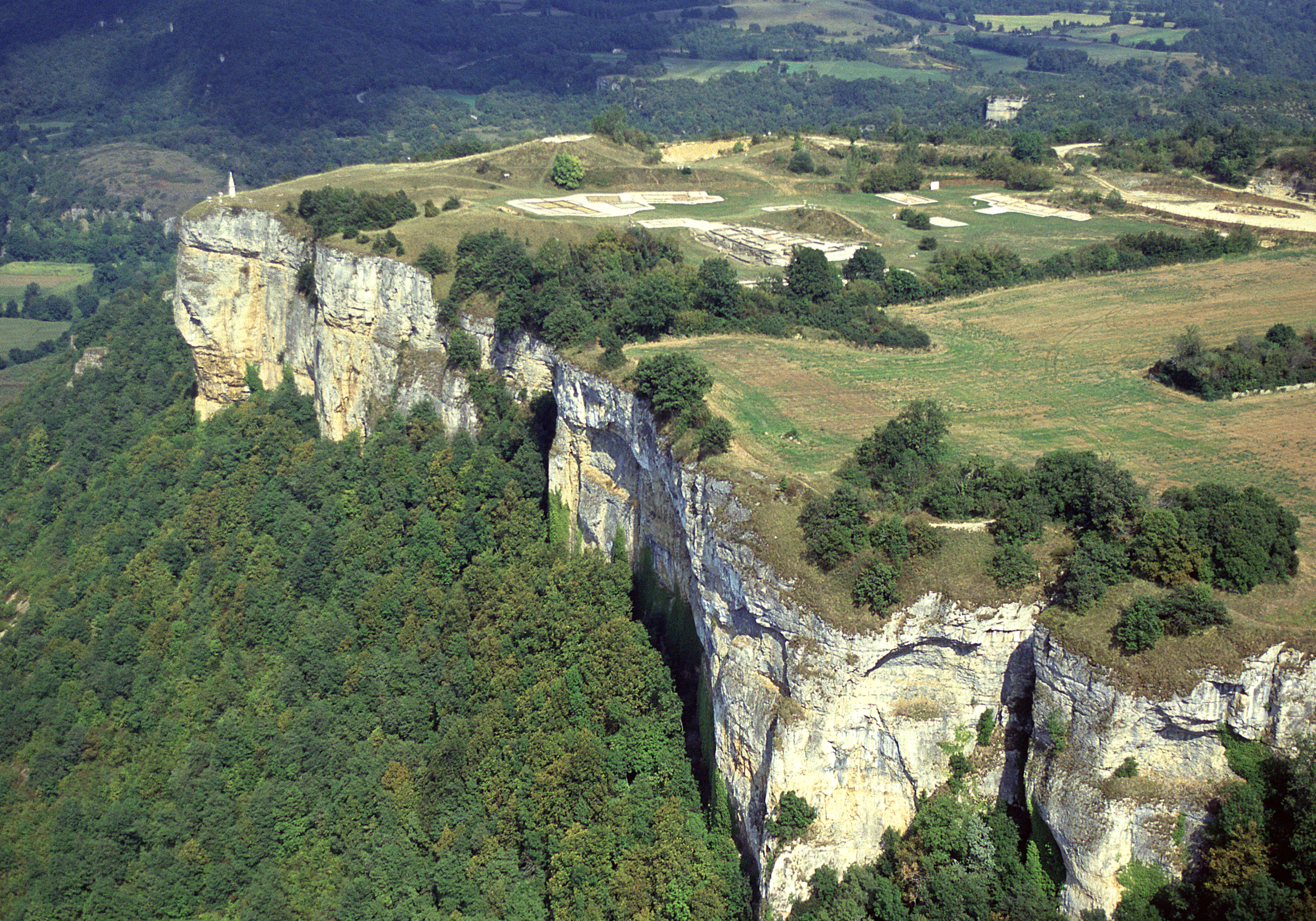
Vue aérienne du site de Larina
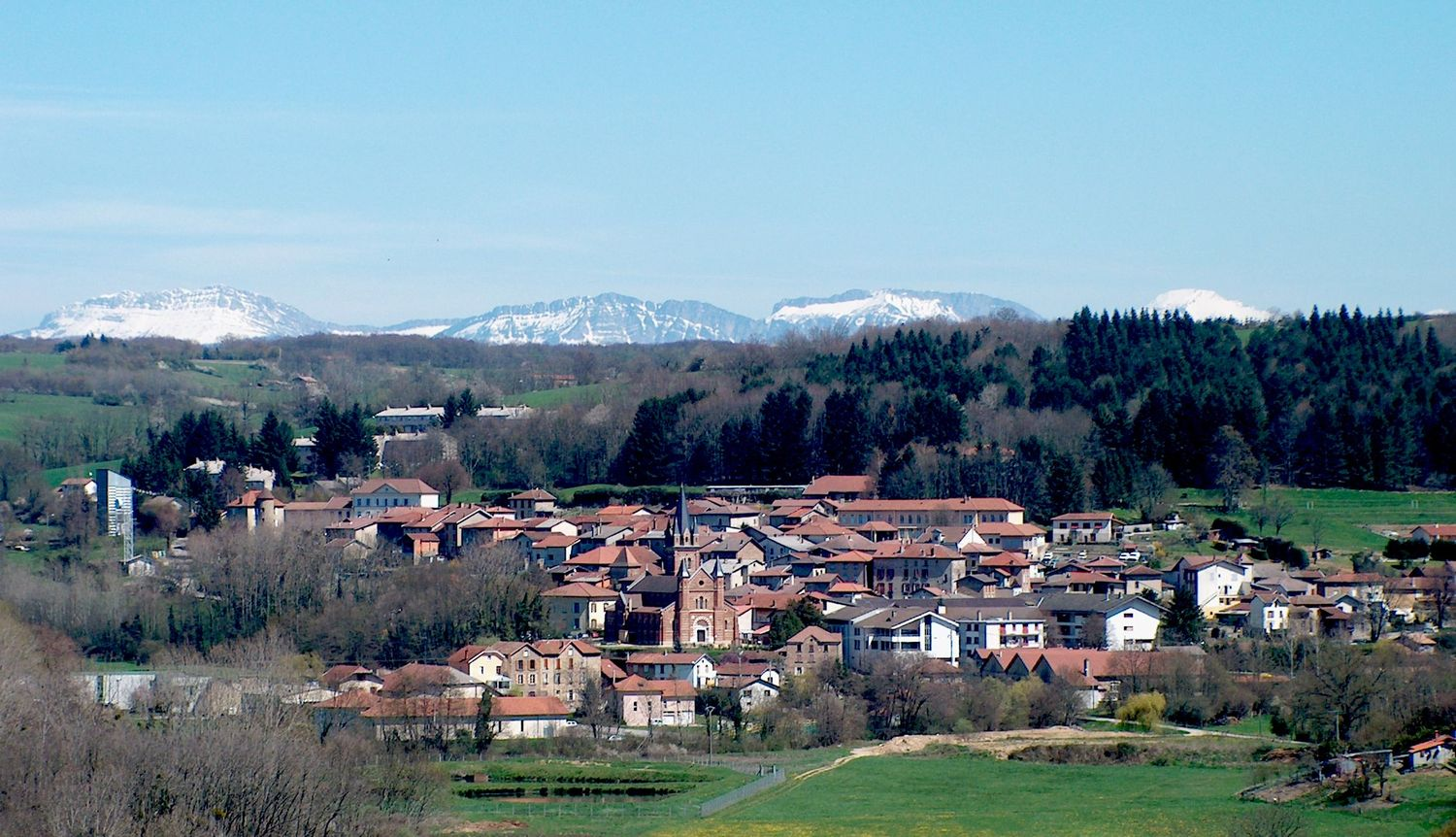
Vue de Roybon, dans le Chambaran, avec la Chartreuse en arrière-plan.
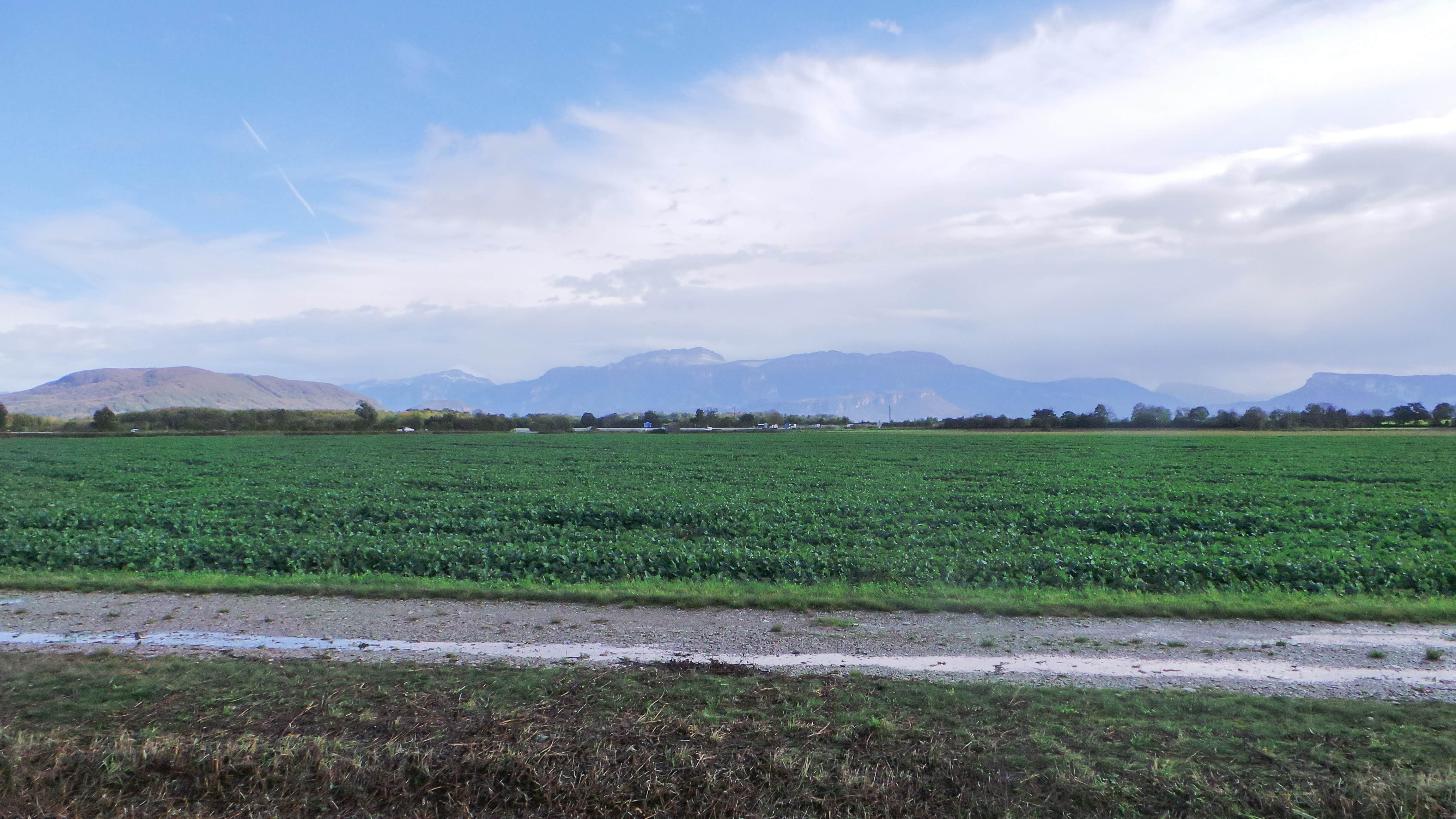
L'extrémité nord-est de plaine de Bièvre avec la Chartreuse et le Vercors en arrière-plan.
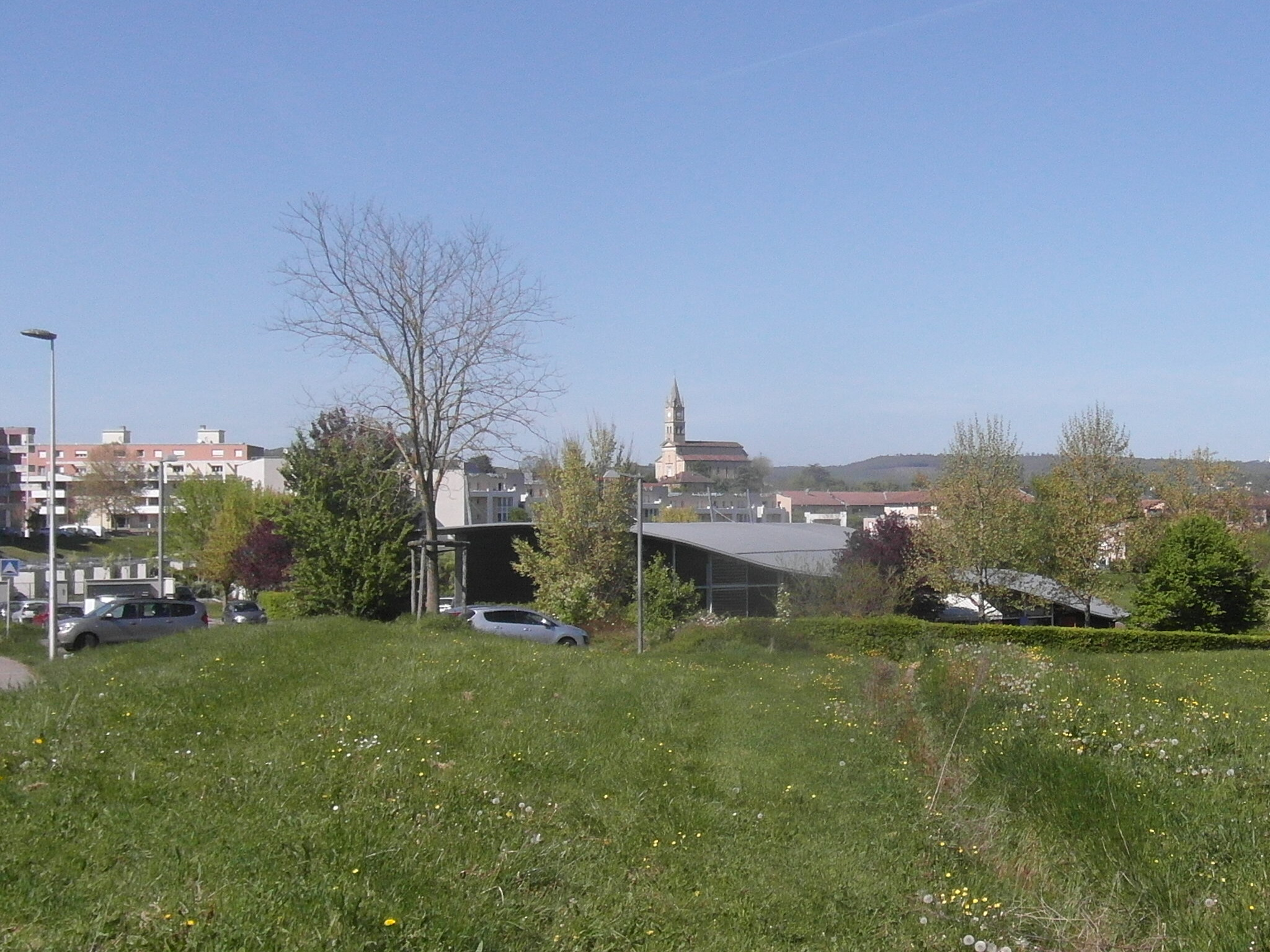
Le bourg de l'Isle d'Abeau depuis Les Sayes

### Climat
Pour un article plus général, voir Climat de l'Isère.

### Hydrographie

#### Cours d'eau
Outre le Rhône, qui délimite le territoire du Nord-Isère au nord et à l'ouest, et l'Isère qui le longe au sud-ouest, les principaux cours qui le traversent sont : 
- la Bièvre;

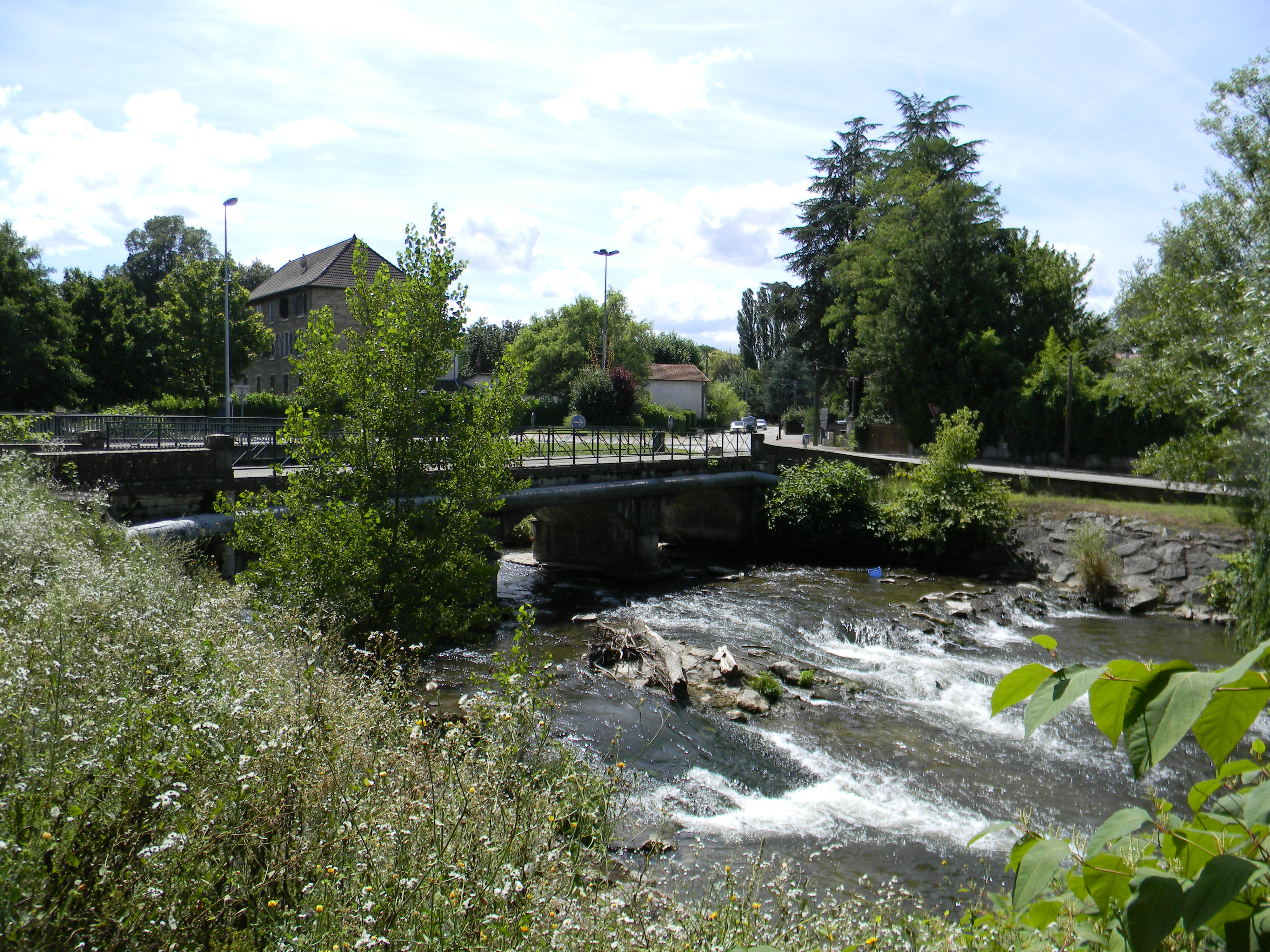
La Bourbre à Chavanoz.

- la Bourbre (et ses affluents l'Agny, le Bion, le Bivet et l'Hien);
- la Gère (et ses affluents, la Suze, la Vesonne et la Véga);
- la Morge et la Fure;
- le Guiers (et ses affluents l'Ainan, le Couzon, le Guiers Mort et le Guiers Vif);
- la Varèze (et son affluent le Suzon).

#### Lacs et étendues d'eau
- Lac de Saint-Félix;
- Lac de Paladru.

### Voies de communication et transports

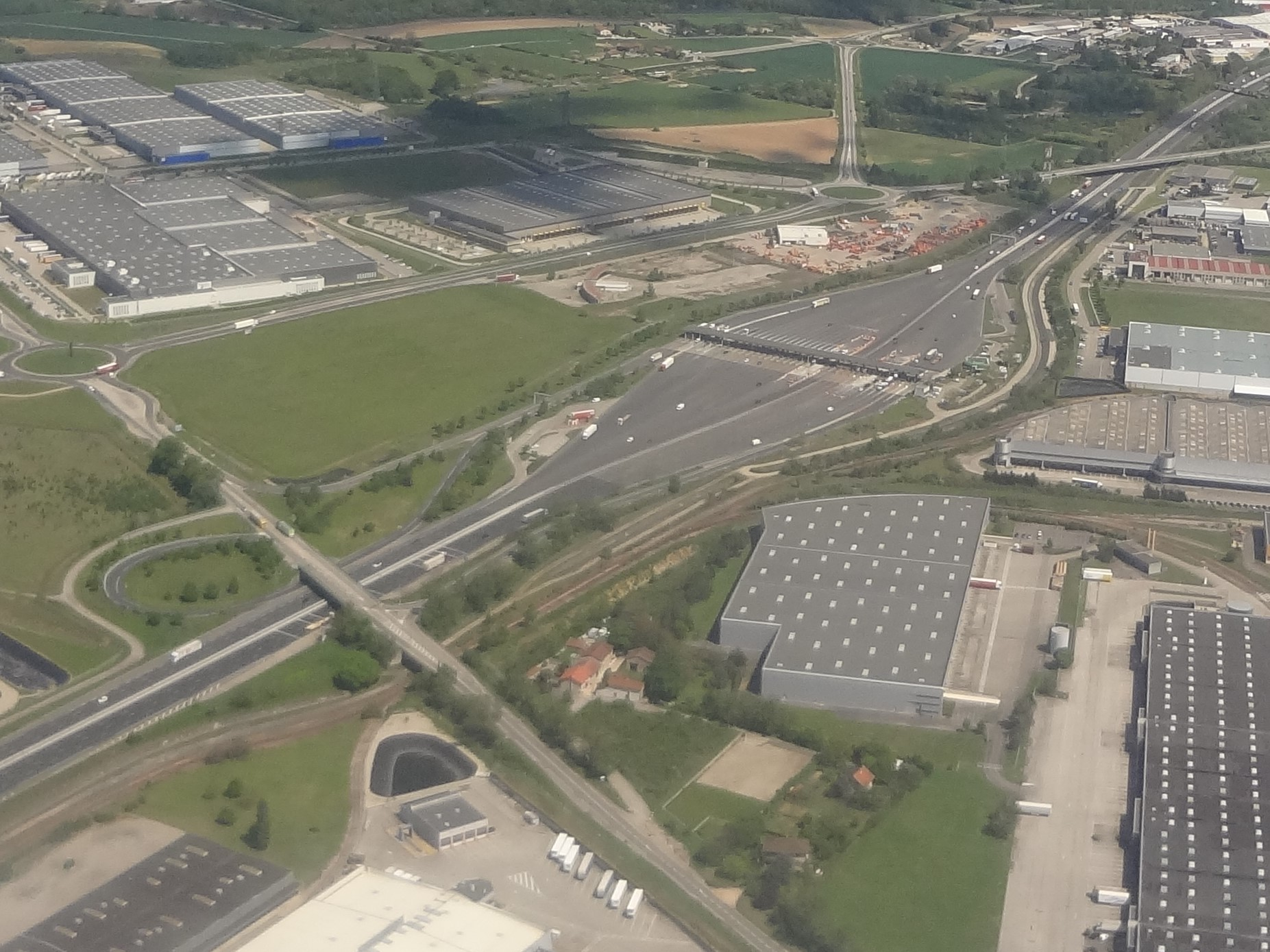
Vue aérienne du péage de
Saint-Quentin-Fallavier.

Entourés des grandes villes de la région Rhône-Alpes que sont Lyon, Chambéry, Grenoble et Valence, le nord de l'Isère est traversé par d'importants axes routiers et ferroviaires :
- autoroutes : l'A43, qui relie Lyon et Chambéry ; l'A48, qui se sépare de l'A43 au niveau de Bourgoin-Jallieu et permet de relier Lyon à Grenoble ; l'A49 qui rejoint l'A48 à Voreppe et relie Valence à Grenoble ; ainsi que l'A7, qui relie Lyon à Valence.

- routes nationales et départementales : la route nationale 7, reliant Lyon à Valence ; la D1006 (ancienne route nationale 6) reliant Lyon à Chambéry ; la D1075 (ancienne route nationale 75), reliant Bourg-en-Bresse à Grenoble ; la D1085 (ancienne route nationale 85), reliant Bourgoin-Jallieu à Voreppe ; et la D1532 (ancienne route nationale 532), reliant Valence à Sassenage.

- lignes ferroviaires : la ligne de Lyon à Grenoble, la ligne de Saint-André-le-Gaz à Chambéry et la ligne de Valence à Moirans.

Par ailleurs, l'aéroport de Grenoble-Isère est situé sur le territoire de la commune de Saint-Étienne-de-Saint-Geoirs, à l'est de la plaine de la Bièvre.

## Histoire

### Antiquité
Avant la conquête romaine de la Gaule, le territoire de l'actuel Nord-Isère était situé aux marches du territoire des Allobroges, qu'est conquis par l'Empire romain en -121. La région fait alors partie de la province romaine du Viennois. En 406, les Vandales, Suèves et Alains traversent et conquièrent la plus grande partie de la Gaule, puis le territoire actuel reviendra aux Royaumes francs en 532.

### Moyen Âge
Après la fin de l'Empire carolingien, en 843, le Viennois est rattaché à la Francie médiane qui sera elle aussi divisée en 855, et la région fera alors partie du royaume de Provence et de Bourgogne Cisjurane sur lequel règne le roi Charles de Provence qui tient sa cour à Vienne. En 880 le territoire fera partie du royaume de Boson de Provence puis de son successeur Louis III l'Aveugle. À partir de 934 la région revient au deuxième royaume de Bourgogne-Provence qui perdurera jusqu'en 1032. De 1040 à 1349 sous le règne des comtes d'Albon puis des dauphins du Viennois, le Nord-Isère fera partie de la province du Dauphiné, qui sera ensuite rattaché à la couronne de France.

### Époque moderne
Durant l'Ancien Régime, le nord de l'actuel département de l'Isère est réparti entre les bailliages de Saint-Marcellin et de Vienne, au sein du gouvernement général du Dauphiné.

## Économie
De nombreuses usines-pensionnats, liées à l'industrie des tissages et du travail de la soie, sont installées dans la campagne autour de Lyon, en dehors des grandes agglomérations de l'époque. Au XIXe siècle, ces entreprises emploient et hébergent très majoritairement des jeunes filles, la plupart issues du monde rural et d'origine modeste.
Un grand nombre d'entre elles sont construites dans le département de l'Isère et notamment dans la région naturelle des Terres froides, autour de Bourgoin-Jallieu, proche des lieux de sériculture.

### Ouvrages et études universitaires
- Stéphane Rabilloud, « Le Nord-Isère », entre représentations territoriales et systèmes d'acteurs. Exemple d'une production politique du territoire, mémoire de DEA de géographie, Université Lumière Lyon-II / Institut d'urbanisme de Lyon, 2 volumes, 1999
- Gouverner les villes nouvelles, Éditions Le Manuscrit, 2005, 402 p. (lire en ligne), p. 342.
- Stéphane Rabilloud, De la planification au projet : ruptures et continuités d’un mode d’action publique — Le cas de la ville nouvelle de L’Isle d’Abeau, thèse de sciences des sociétés et du droit, faculté de Géographie, Histoire, Histoire de l'Art et Tourisme, Université Lumière Lyon-II, 2007 (lire en ligne)

### Rapports et documents institutionnels
- Yves Janvier, Nord-Isère : éléments pour une stratégie, EPIDA, mars 1983
- Conseil général de l’Isère, Réflexions sur des perspectives de développement du Nord-Isère, Décision modificative no 2, octobre 1997
- Cités Projets Créations, Lecture du territoire, identité du territoire. Études préalables d’urbanisme pour l’agglomération Nord-Isère, EPIDA, mai 2000
- INSEE Rhône-Alpes, L’Isle d’Abeau et le Nord-Isère, le développement d’un pôle de l’aire métropolitaine, dossier n°142, septembre 2002
- Cahiers de l’agglomeration Nord-Isère, 12 numéros édités entre 2002 et 2005
- Yves Janvier, Étude des structures techniques nécessaires pour le territoire Nord-Isère après la fermeture de l’établissement public. Rapport n°1 – Formulation des enjeux, EPIDA, mai 2003
- Yves Janvier, Étude des structures techniques nécessaires pour le territoire Nord-Isère après la fermeture de l’établissement public. Rapport n°2 – Analyse des fonctions techniques, EPIDA, juin 2003
- Yves Janvier, Étude des structures techniques nécessaires pour le territoire Nord-Isère après la fermeture de l’établissement public. Rapport n°3 – Principes d’organisation des fonctions techniques, EPIDA, janvier 2004
- SATIN-EPIDA, Projet de territoire Nord-Isère, Version n°10, L’Isle d’Abeau : EPIDA, juin 2004
- Yves Janvier, Étude sur les structures techniques pour le territoire Nord-Isère après la fin de l’Opération d’Intérêt National. Synthèse, EPIDA, février 2005
- SATIN, Conseil régional de Rhône-Alpes, Conseil général de l’Isère, Préfecture de la Région Rhône-Alpes et du département du Rhône, Agglomération Nord-Isère, Contrat d’agglomération, EPIDA, 26 avril 2005